# James Robinson (homme politique, 1852-1932)
Pour les articles homonymes, voir Robinson et James Robinson.
James Robinson, né le 6 mars 1852 à Derby et mort le 16 octobre 1932, est un marchand et un homme politique canadien du Nouveau-Brunswick.

## Biographie
James Robinson naît le 6 mars 1852 à Derby, au Nouveau-Brunswick. Il est élu à l'Assemblée législative du Nouveau-Brunswick du 21 janvier 1890 au 15 octobre 1895 en tant que député conservateur de Northumberland. 
Il se lance ensuite en politique fédérale et est élu député de la circonscription de Northumberland le 6 février 1896 lors d'une élection partielle due à la démission de Michael Adams, nommé au sénat. Il est ensuite réélu la même année lors de l'élection nationale en battant l'ex-premier ministre de la province Peter Mitchell puis remporte à nouveau le siège en 1900 face à John Morrissy. En revanche, il est battu en 1904 par William Stewart Loggie.
James Robinson meurt le 16 octobre 1932. 